# منال بيريز
منال بيريز (8 يناير 1982 فورنيس دي لا سيلفا إسبانيا - ) هو لاعب كرة قدم إسباني، يلعب كحارس مرمى.